# Вільям Девід Кулідж
Вільям Девід Кулідж ([ˈkuːlɪdʒ], 23 жовтня 1873 — 3 лютого 1975) — американський інженер і фізик, який зробив великий вклад в розвиток рентгенівських машин.
Кулідж був директором Генеральної електричної дослідницької лабораторії та віце-президентом корпорації.

## Перші роки
Кулідж народився поблизу Гудзона, штат Массачусетс. Він вивчав електротехніку з 1891 по 1896 рік у Массачусетському технологічному інституті (MIT). В 1897 р. здобув ступінь доктора в Лейпцизькому університеті. З 1899 по 1905 рік був науковим співробітником Артура А. Нойеса з хімічного факультету Массачусетського технологічного інституту.

## Пластичний вольфрам
У 1905 році Кулідж почав працювати дослідником в новій дослідницькій лабораторії General Electric, де проводив експерименти по використанню вольфраму для ниток розжарювання в лампочках. Він розробив «пластичний вольфрам», який можна легше витягувати в нитки, очищаючи оксид вольфраму. З 1911 року, General Electric продавав лампи з вольфрамом, і незабаром вони стали важливим джерелом доходу для GE. Він подав заявку та отримав патент (США № 1082,933) на цей `` винахід '' у 1913 році. Однак у 1928 році суд США постановив що його патент 1913 року не є дійсним як винахід.

## Покращена рентгенівська трубка
У 1913 році він винайшов рентгенівську трубку з вдосконаленим катодом для використання в рентгенівських апаратах, що дозволило більш інтенсивно візуалізувати глибоко вкорінену анатомію та пухлини. Цю трубку назвали його іменем — трубка Куліджа. Вона також використовувала вольфрамову нитку і була серйозним досягненням у тодішній медичній спеціальності радіології (патент США, поданий в 1913 р. та виданий як патент США 1 203 495 в 1916 р.). Ця конструкція використовується до цього часу. Кулідж також винайшов першу обертову анодну рентгенівську трубку.

## Нагороди
В 1914 році Американська академія мистецтв і наук присудила Куліджу Румфордську премію. В 1926 році він був нагороджений медаллю Говарда Н. Поттса та медаллю Луїса Е. Леві в 1927 році. В 1939 році Кулідж був нагороджений медаллю Фарадея. У 1944 році — медаллю Франкліна. Місто Ремшайд нагородило його медаллю Рентгена за винахід рентгенівської трубки з гарячим катодом у 1963 році. У 1975 році, обраний до Національного залу слави винахідників, в Шенектаді, штат Нью-Йорк.

## Пізніша кар'єра
В 1932 році Кулідж став директором дослідницької лабораторії GE, а в 1940 році — віце-президентом General Electric, аж до виходу на пенсію в 1944 році. Він продовжував консультувати щодо GE і після виходу на пенсію.

## Патенти
- Кулідж, U.S. Patent 1 082 933, «Вольфрам і спосіб виготовлення такого самого для використання в якості ниток розжарювання електричних ламп та для інших цілей».
- Кулідж, U.S. Patent 1,203,495, трубка Куліджа
- Кулідж, U.S. Patent 1 211 092, " Рентгенівська трубка "
- Кулідж, U.S. Patent 1 215 116, " Рентгенівський апарат "
- Кулідж, U.S. Patent 1 250 093, " Стереоскопічний рентгенівський апарат "
- Кулідж, U.S. Patent 1 310 061, " Рентгенівський апарат "
- Кулідж, U.S. Patent 1 365 638, " Рентгенівський апарат "
- Кулідж, U.S. Patent 1 394 143, " Рентгенівський апарат "
- Кулідж, U.S. Patent 1 409 989, " Рентгенівський апарат "
- Кулідж, U.S. Patent 1 430 550, " Рентгенівський апарат "
- Кулідж, U.S. Patent 1 437 290, « U.S. Patent 1 437 290 рентгенівської трубки»
- Кулідж, U.S. Patent 1 502 907, " Рентгенівський пристрій "
- Кулідж, U.S. Patent 1 529 344, " Рентгенівський апарат "
- Кулідж, U.S. Patent 1 541 627, " Рентгенівський апарат "
- Кулідж, U.S. Patent 1 543 654, " Рентгенівський апарат "
- Кулідж, U.S. Patent 1 550 506, " Рентгенівський апарат і спосіб "
- Кулідж, U.S. Patent 1 550 507, " Рентгенівський апарат "
- Кулідж, U.S. Patent 1 600 867, " Рентгенівський апарат "
- Кулідж, U.S. Patent 1 655 455, " Рентгенівський апарат "
- Кулідж, U.S. Patent 1 659 133, " Рентгенівський пристрій "
- Кулідж, U.S. Patent 1 714 975, " Рентгенівський анод "
- Кулідж, U.S. Patent 1 917 099, " Рентгенівська трубка "
- Кулідж, U.S. Patent 1 946 312, " Рентгенівська трубка "
- Кулідж, U.S. Patent 1 967 869, " Рентгенівський пристрій "
- Кулідж, U.S. Patent 1 971 812, " Рентгенівський пристрій "